# Neafrapus cassini
Neafrapus cassini là một loài chim trong họ Apodidae.